# Garonmana
Il Garonmana, detto anche "dimora dei canti", secondo il Zoroastrismo era il paradiso dove arrivava l'anima dopo la morte del corpo, nonché la dimora del dio Ahura Mazdā, degli Ameša Spenta e di tutte le anime dei buoni.